# 桑莱佩尔讷
桑莱佩尔讷（法語：Sains-lès-Pernes，法語發音：[sɛ̃ lɛ pɛʁn]，意为“佩尔讷附近的桑”）是法国上法蘭西大區加来海峡省的一个市镇，属于阿拉斯区。

## 地理
桑莱佩尔讷（50°28'39"N, 2°21'23"E）面积4.2 平方千米，位于法国上法蘭西大區加来海峡省，该省份为法国北部沿海省份，西北濒北海，南至索姆省，东临北部省。
与桑莱佩尔讷接壤的市镇（或旧市镇、城区）包括：萨尚、布瓦亚瓦尔、菲耶夫、埃斯特吕、普雷西、唐格里。
桑莱佩尔讷的时区为UTC+01:00、UTC+02:00（夏令时）。

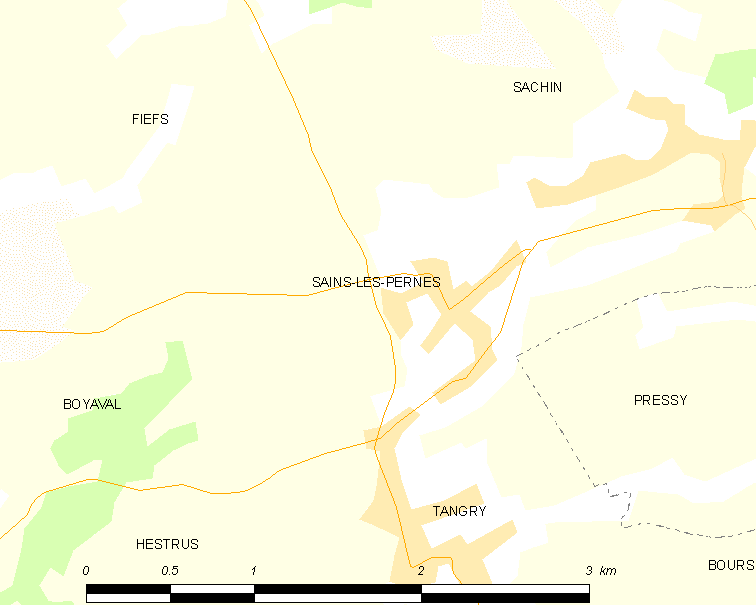
桑莱佩尔讷的OSM定位图

## 行政
桑莱佩尔讷的邮政编码为62550，INSEE市镇编码为62740。

## 政治
桑莱佩尔讷所属的省级选区为泰努瓦斯河畔圣波勒县。

## 人口

1962-2008年间桑莱佩尔讷人口变化图示

桑莱佩尔讷于2022年1月1日时的人口数量为303人。